# Statele Unite v. Harris
Statele Unite v. Harris, 106 U.S. 629 (1883), cunoscut drept Cazul Ku Klux Klan, a fost un proces în cadrul căruia Curtea Supremă a Statelor Unite a stabilit că penalizarea unor fapte precum atacul și crima de către guvernul federal este neconstituțională. Aceștia au declarat că administrațiile locale au puterea legală de a pedepsi astfel de crime.
În cazul de față, patru prizonieri afro-americani au fost au fost scoși dintr-o închisoare din Comitatul Crockett, Tennessee de către un grup condus de șeriful R.G.Harris și alți 19 indivizi. Cei patru au fost bătuți, iar unul dintre ei ucis. Adjunctul șerifului a încercat să prevină faptele, însă nu a reușit. Legea Ku Klux Klan a fost eliminată deoarece guvernul, conform celui de-al 14-lea Amendament, are dreptul de a reglementa activitățile statelor, nu pe cele ale indivizilor.